# 蓬萊虎灰蝶
蓬萊虎灰蝶（学名：Spindasis kuyanianus），又名「姬雙尾燕蝶」、「姬雙尾小灰蝶」、「姬斑馬灰蝶」，为灰蝶科銀線灰蝶屬下的一个种，臺灣特有種，分布於低、中海拔地區。

## 描述
本種為中型灰蝶，具明顯雌雄二型性。體色黑褐，帶淺黃色細環。雄蝶頭部有白斑與白邊，觸角褐色帶白環，口器黑褐，下唇鬚乳黃、覆褐鱗；胸背褐色，腹面乳黃；腹部褐色，有乳黃色帶紋；足部乳黃混褐鱗，跗節帶褐紋，前足跗節癒合、末端尖彎。雌蝶體態與雄蝶相似，但前足跗節不癒合，前翅外緣較凸，翅背無金屬光澤紋。
前翅長12-21 mm，呈三角形，邊緣略凸；後翅卵形，具兩條尾突（CuA2與1A+2A脈末端），並有葉狀突。翅背面底色褐或黑褐，雄蝶具紫藍或靛藍金屬光斑，雌蝶無；後翅臀區具橙斑，伴二黑點或鑲銀紋尾突。翅腹面乳黃至淺黃，具黑褐或紅褐條紋，條紋邊緣常帶銀線但有時消失。前翅翅基具短黑褐條紋與C字形小紋，後翅亞基部斑連成帶，CuA2室斑紋延後。後翅CuA2室有褐色毛束，臀區橙斑明顯，尾突黑色內含銀紋。緣毛灰或褐色。

## 分佈
臺灣特有種，分布於本島低至中海拔地區。

## 棲地
本種與虎灰蝶相似，但蓬萊虎灰蝶翅腹面銀色線紋較稀疏或缺乏，而虎灰蝶則具明顯銀線填滿黑褐邊條紋。
棲息於乾燥山坡地及常綠闊葉林，寄主為多種闊葉植物，幼蟲與舉尾家蟻共棲。